# دموکراسی؛ خدایی که شکست خورد
دموکراسی؛ خدایی که شکست خورد کتابی است منتشر شده در سال ۲۰۰۱ از هانس هرمان هپه که شامل سیزده نوشته با موضوع دموکراسی است و نتیجه می‌گیرد که دموکراسی علت اصلی تمدن‌زدایی است که از جنگ جهانی اول تا به حال جهان را در بر گرفته و باید از آن مشروعیت‌زدایی بشود.
او دموکراسی را «دولت با مالکیت عمومی» توصیف می‌کند که او آن را با پادشاهی-«دولت با مالکیت خصوصی»- مقایسه می‌کند تا نتیجه بگیرد دومی ارجح است؛ به هر حال هدف هپه نشان دادن این است که هم پادشاهی و هم دموکراسی در قیاس با ساختار محبوب او برای پیشبرد تمدن -آنچه او نظم طبیعی می‌خواند، سیستمی عاری از مالیات گیری و انحصار اجباری که در آن قلمروها آزادانه برای پیروان رقابت می‌کنند- سیستم‌هایی ناکارآمدند. او در معرفی کتابش دیگر نام‌های استفاده شده برای اشاره به همان چیز را فهرست می‌کند، از جمله «آنارشی مرتب»، «آنارشیسم مالکیت خصوصی»، «آنارکو-کاپیتالیسم»، «خودگردانی»، «جامعه حقوق خصوصی» و «سرمایه داری ناب».
عنوان کتاب از کتاب ۱۹۴۹ شش کمونیست سابق در خصوص تصوراتشان از کمونیسم گرفته شده.

## محتوا
1. On Time Preference, دولت, and the Process of Decivilization
2. On پادشاهی, دموکراسی, and the Idea of Natural Order
3. On Monarchy, Democracy, Public Opinion, and Delegitimation
4. On Democracy, Redistribution, and the Destruction of Property
5. On Centralization and Secession
6. On سوسیالیسم and Desocialization
7. On Free Immigration and Forced Integration
8. On Free Trade and Restricted Immigration
9. On Cooperation, Tribe, City, and State
10. On محافظه‌کاری and لیبرترینیسم
11. On the Errors of Classical Liberalism and the Future of Liberty
12. On Government and the Private Production of Defense
13. On the Impossibility of Limited Government and the Prospects for Revolution